# Tannisby
Tannisby er en del af landsbyen Tversted. 
Tannisby opstod i slutningen af 1800-tallet omkring toldstedet og badehotellet Tannishus (1896). I 1960'erne voksede bebyggelsen sammen med Tversted, som i dag ligger i Hjørring Kommune, Region Nordjylland.
57°35′28″N 10°11′11″Ø / 57.59111°N 10.18639°Ø